# 푸드 주식회사
《푸드 주식회사》(Food, Inc.)는 영화 제작자 로버트 케너 감독의 2008년 미국의 다큐멘터리 영화이다. 이 영화는 미국의 기업농을 관찰하고 환경적으로 유해하고 동물과 직원들을 학대하는 방식으로 기업식 농업이 건강하지 않은 음식을 생산해낸다고 결론을 내렸다. 이 영화의 내레이션은 마이클 폴란과 에릭 슐로서가 맡았다.
이 영화는 긍정적인 평가를 받으며 여러 상에 지명되었다.

## 출연

### 주연
- 게리 허쉬버그
- 마이클 폴란

### 조연
- 트로이 로쉬
- 조엘 샐러틴
- 에릭 쉬로저

## 기타
- 공동제작: 리처드 피어스
- 공동제작: 멜리사 로블리도
- 공동제작: 에릭 쉬로저
- 협력프로듀서: 사샤 골드호어
- 협력프로듀서: 제이 레드몬드

## 수상
이 영화는 제35회 시애틀 국제 영화제에서 최고의 다큐멘터리 부문에서 공동 4위를 수상하였다.
이 영화는 제82회 아카데미상에서 아카데미 장편 다큐멘터리 영화상 지명을 받았으나, 이 상은 《더 코브》가 받았다.

## 같이 보기
- 패스트푸드의 제국(2001년)